# Raoul Wallenberg
Raoul Gustaf Wallenberg (n. 4 august 1912 – d. 17 iulie 1947?) a fost un arhitect, om de afaceri, diplomat și filantrop suedez, renumit pentru eforturile sale reușite de a salva zeci de mii de evrei din Ungaria  nazistă în timpul Holocaustului, în ultimele etape ale celui de Al Doilea Război Mondial. Ca trimis special al Suediei la Budapesta între iulie și decembrie 1944, Wallenberg a emis pașapoarte suedeze protectoare și a adăpostit evrei în clădiri pe care le-a marcat „teritoriu suedez”, salvând de la moarte sigură zeci de mii de vieți omenești.
La ianuarie 1945, cu intrarea Armatei Roșii în Budapesta, Wallenberg a fost arestat de autoritățile sovietice sub acuzarea de spionaj și a dispărut. Încarcerat de poliția secretă sovietică, KGB, în închisoarea Lubianka, din Moscova, a murit sau, posibil, a fost asasinat la 17 iulie 1947. Motivele din spatele arestării și încarcerării lui Wallenberg de către sovietici, ca și întrebările privind circumstanțele decesului său și insinuările privind posibile legături cu serviciile americane de informații sunt subiect de continuă speculație.

## Începutul vieții

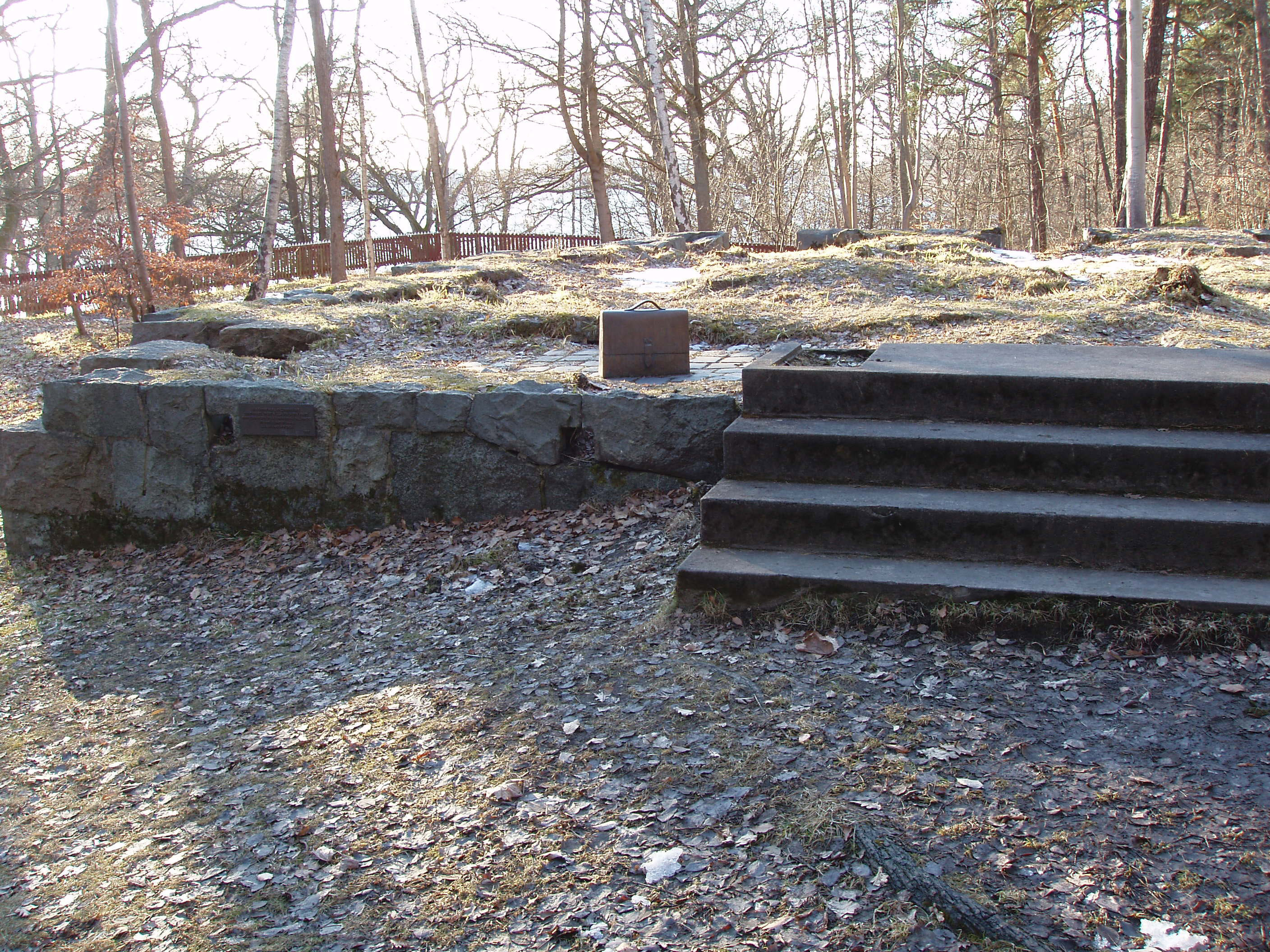
Wallenberg s-a născut în această vilă de vară. Ea a ars în 1933 și este neatinsă de atunci.

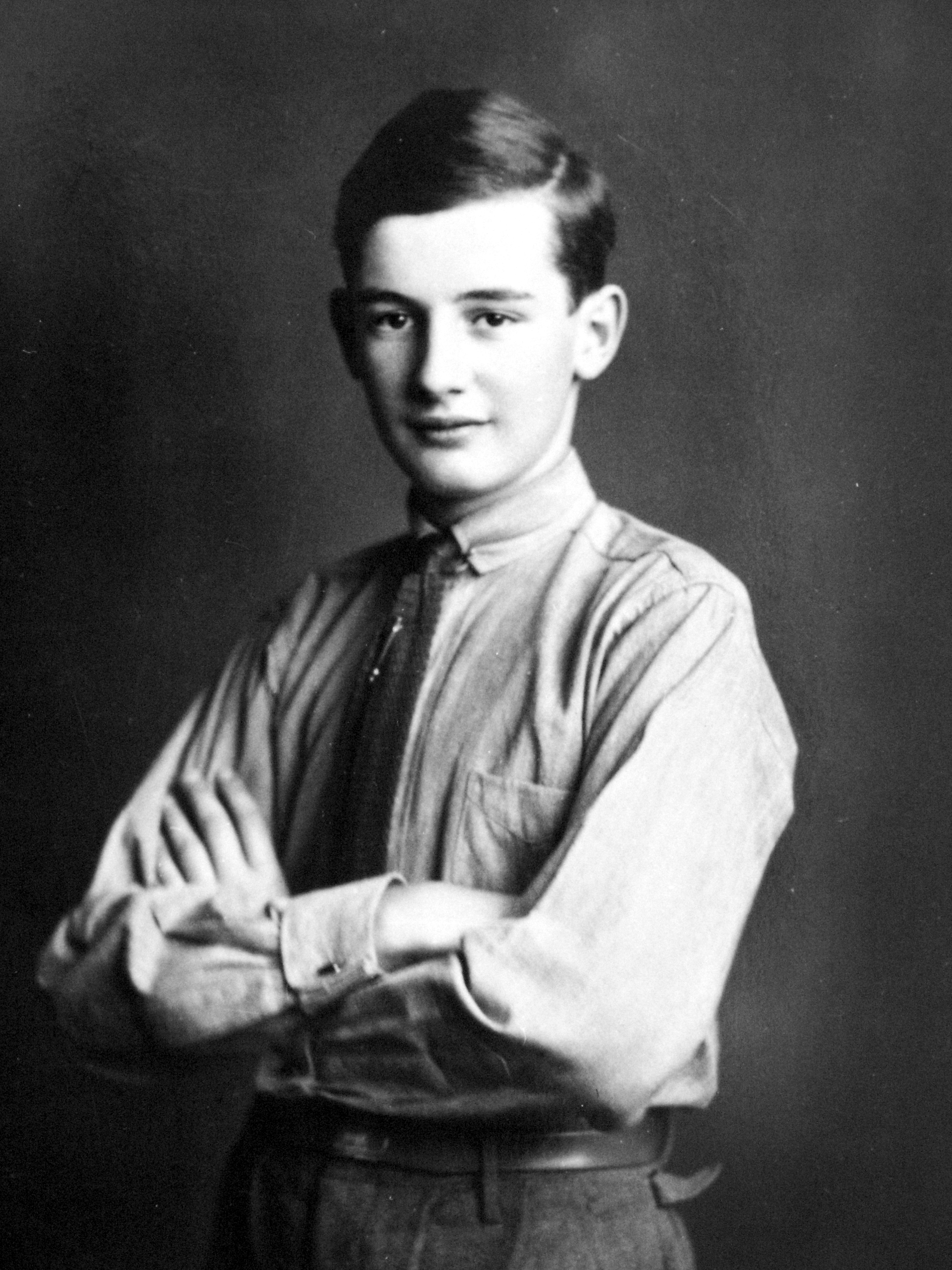
Wallenberg în tinerețe

Wallenberg s-a născut în 1912 în Lidingö, lângă Stockholm, unde bunicii săi din partea mamei, profesorul Per Johan Wising și soția sa Sophie Wising, construiseră o casă de vară în 1882. Bunicul din partea tatălui, Gustaf Wallenberg, era diplomat și trimis la Tokio, Istanbul și Sofia.
Părinții săi, care s-au căsătorit în 1911, erau Raoul Oscar Wallenberg (1888–1912), ofițer în Marina Suedeză, și Maria "Maj" Sofia Wising (1891–1979). Tatăl său a murit de cancer cu trei luni înainte de nașterea sa, iar bunicul din partea mamei a murit de pneumonie la trei luni după nașterea sa. Mama și bunica lui, rămase brusc văduve, l-au crescut împreună. În 1918, mama lui s-a căsătorit cu Fredrik von Dardel⁠(en)[traduceți]; ei au avut un fiu, Guy von Dardel⁠(en)[traduceți], și o fiică, Nina Lagergren.
După liceu și după serviciul militar obligatoriu de opt luni, bunicul din partea tatălui l-a trimis pe Wallenberg la studii la Paris. El a petrecut un an acolo, după care, în 1931, s-a înscris la Universitatea din Michigan din Statele Unite pentru a studia arhitectura. Deși familia Wallenberg⁠(en)[traduceți] era bogată, a lucrat la munca de jos în timpul liber și s-a alăturat altor tineri studenți care trăgeau ricșe la Century of Progress din Chicago. În vacanțe, a explorat Statele Unite, călătorind de preferință cu autostopul. Îi scria bunicului său despre această experiență: „când călătorești ca un vagabond, totul e altfel. Trebuie să fii tot timpul atent. Ești în legătură strânsă cu noi oameni în fiecare zi. Autostopul îți oferă o pregătire în diplomație și tact.”
Raoul era conștient că are o șaisprezecime de sânge evreiesc, și se mândrea cu aceasta. Profesorul Ingemar Hedenius (unul dintre cei mai de seamă filosofi suedezi) își amintește o conversație cu Raoul din 1930, când erau împreună într-un spital militar în timpul armatei:
„Am avut multe discuții lungi și personale. Era plin de idei și de planuri pentru viitor. Deși eu eram destul de mult mai în vârstă - puteai să alegi când să-ți îndeplinești stagiul militar - m-a impresionat enorm. Era mândru de descendența lui parțial evreiască și, din câte îmi amintesc, cred că o cam exagera. Îmi amintesc că spunea: «unul ca mine, care este și Wallenberg și jumătate evreu, nu poate fi învins».”
A absolvit cursurile universitare în 1935, dar la întoarcerea în Suedia, a constatat că diploma lui americană nu-i permitea să practice meseria de arhitect. În același an, bunicul său i-a aranjat un loc de muncă la Cape Town, Africa de Sud, în birourile unei companii suedeze care vindea materiale de construcții. După șase luni în Africa de Sud, a găsit un nou loc de muncă la o filială a Holland Bank în Haifa. S-a întors în Suedia în 1936 și a obținut un serviciu la Stockholm cu ajutorul unchiului și nașului său, Jacob Wallenberg, la Compania de Comerț Central-European, o firmă de export-import care făcea comerț între Stockholm și Europa Centrală, aflată în proprietatea lui Kálmán Lauer, un evreu din Ungaria.

## Al Doilea Război Mondial
Începând cu 1938, Regatul Ungariei, aflat sub regența lui Miklós Horthy, a adoptat o serie de măsuri antievreiești, modelate după așa-numitele Legi Rasiale de la Nürnberg adoptate în Germania de naziști în 1935. Ca și cele germane, legile maghiare se concentrau pe restricționarea accesului evreilor la anumite profesii, reducerea numărului de evrei în guvernare și în serviciul public, și interziceau căsătoriile mixte. Din această cauză, asociatul lui Wallenberg, Kalman Lauer, a găsit că este din ce în ce mai dificil să călătorească în Ungaria sa natală, care se înscria din ce în ce mai mult pe orbita Germaniei, devenind membră a Axei în noiembrie 1940 și apoi alăturându-se invaziei Uniunii Sovietice în iunie 1941. Din necesitate, Wallenberg a devenit reprezentantul personal al lui Lauer, călătorind în Ungaria pentru a reprezenta interesele de afaceri ale lui Lauer și pentru a avea grijă de membrii familiei extinse a lui Lauer care mai rămăseseră în Budapesta. În scurt timp, a învățat să vorbească maghiara, iar din 1941 a călătorit din ce în ce mai des la Budapesta. După un an, Wallenberg era coacționar și director internațional al companiei. În acest rol, Wallenberg a făcut și câteva călătorii de afaceri în Germania și în Franța ocupată în primii ani ai celui de Al Doilea Război Mondial. În timpul acestor călătorii, Wallenberg a reușit să observe îndeaproape metodele administrative și birocratice ale naziștilor, cunoștințe care îi vor servi ulterior.
Între timp, situația în Ungaria începuse să se deterioreze pe măsură ce cursul războiului începea să se îndrepte decisiv împotriva Germaniei și aliaților săi. După catastrofala înfrângere a Axei în bătălia de la Stalingrad (în care trupele maghiare care au luptat alături de forțele germane au suferit o uriașă rată a pierderilor, de 84%) regimul lui Miklós Horthy a început să poarte tratative secrete de pace cu Statele Unite și cu Regatul Unit. Aflând de duplicitatea lui Horthy, Adolf Hitler a ordonat ocuparea Ungariei de către trupele germane în martie 1944. Wehrmachtul a preluat rapid controlul asupra țării și l-a pus pe Horthy în arest la domiciliu. La Budapesta a fost instaurat un guvern marionetă pro-german, puterea reală fiind deținută de guvernatorul militar central, SS-Brigadefuhrer⁠(en)[traduceți] Edmund Veesenmayer. Cum naziștii se aflau acum la control, relativa siguranță de care se bucurau evreii din Ungaria în raport cu Holocaustul a luat sfârșit. În aprilie și mai 1944, regimul nazist și complicii săi au început deportarea în masă a evreilor din Ungaria în lagărele de exterminare din Polonia ocupată de naziști. Sub conducerea personală a SS-Obersturmbannfuhrerului Adolf Eichmann, care ulterior avea să fie judecat și spânzurat în Israel pentru rolul major jucat de el în implementarea Soluției Finale a naziștilor, deportările se desfășurau într-un ritm de 12.000 de persoane pe zi.

### Recrutarea de către Comisia pentru Refugiați de Război
Spre deosebire de întreaga amploare a Holocaustului, persecuția evreilor din Ungaria a devenit în scurt timp bine cunoscută în străinătate. La sfârșitul lui mai 1944, George Mantello⁠(en)[traduceți] a publicat două rapoarte importante. Unul dintre rapoarte era probabil versiunea prescurtată de cinci pagini rezumate de Chaim Michael Dov Weissmandl⁠(en)[traduceți] a raportului complet de 33 de pagini a Protocoalelor Auschwitz⁠(en)[traduceți]: atât raportul Vrba–Wetzler⁠(en)[traduceți] cât și raportul Rosin-Mordowicz. Rapoartele descriau în detaliu operațiunile de la uzina de ucis oameni Auschwitz-Birkenau. Al doilea era un raport maghiar de 6 pagini, care detalia ghetoizarea și deportarea la Auschwitz a 435.000 de evrei maghiari, actualizat până la 19 iunie 1944, oraș cu oraș. Publicarea rapoartelor a avut ca rezultat scrisoarea lui Winston Churchill: „nu există nicio îndoială că această persecuție a evreilor din Ungaria și expulzarea lor din teritoriul inamic este probabil cea mai mare și mai îngrozitoare crimă comisă vreodată în istoria lumii...."
După publicarea raportului, administrația președintelui american Franklin D. Roosevelt și-a îndreptat atenția către nou-înființata Comisie pentru Refugiați de Război⁠(en)[traduceți] (War Refugee Board - WRB) înființată ca urmare a activismului „Grupului Bergson” condus de Hillel Kook⁠(en)[traduceți] și apoi de secretarul trezoreriei Henry Morgenthau, Jr⁠(en)[traduceți] încercând să găsească o soluție pentru criza umanitară din Ungaria. În primăvara lui 1944, președintele Roosevelt l-a trimis pe oficialul Departamentului Trezoreriei⁠(en)[traduceți] Iver C. Olsen⁠(en)[traduceți] la Stockholm ca reprezentant al WRB. Olsen a fost însărcinat anume de președinte să găsească o cale de a-i ajuta pe evreii maghiari. Acesta nu era, însă, singurul motiv pentru care Olsen a fost delegat în Suedia. Pe lângă îndatoririle pentru WRB, Olsen funcționa în secret și ca șef al operațiunilor monetare pentru ramura din Stockholm a Oficiului pentru Servicii Strategice⁠(en)[traduceți] (OSS), serviciul de spionaj american din timpul războiului.
În căutarea unei persoane dispuse și capabile să meargă la Budapesta să organizeze un program de salvare pentru evreii din țară, Olsen a contactat un comitet format din numeroși evrei suedezi, în frunte cu șef-rabinul Suediei Marcus Ehrenpreis⁠(en)[traduceți] pentru a găsi o persoană care să meargă la Budapesta sub imunitate diplomatică și să conducă operațiunea de salvare. Unul din membrii comitetului era asociatul lui Wallenberg, Kalman Lauer.
Prima alegere a comitetului a fost contele Folke Bernadotte, vicepreședintele Crucii Roșii suedeze și membru al familiei regale suedeze⁠(en)[traduceți]. Când propunerea de numire a lui Bernadotte a fost respinsă de maghiari, Lauer l-a propus pe Wallenberg ca potențial înlocuitor. Wallenberg i-a fost prezentat lui Olsen de către Lauer în iunie 1944, Olsen plecând de la întâlnire impresionat și, la scurt timp, numindu-l pe Wallenberg în fruntea misiunii. Alegerea lui Wallenberg de către Olsen a fost întâmpinată la început cu obiecții de unii oficiali americani, care se îndoiau că este demn de încredere, în contextul relațiilor comerciale existente între afacerile deținute de familia Wallenberg⁠(en)[traduceți] și guvernul german. Aceste diferende au fost depășite și Ministerul de Externe al Suediei⁠(en)[traduceți] a acceptat cererea americană de a-l numi pe Wallenberg la legația⁠(en)[traduceți] acestei țări la Budapesta ca parte dintr-un aranjament prin care numirea lui Wallenberg era acordată la schimb cu scăderea presiunilor diplomatice americane asupra Suediei neutre în vederea desființării politicii de liber schimb cu Germania.

## Misiunea la Budapesta

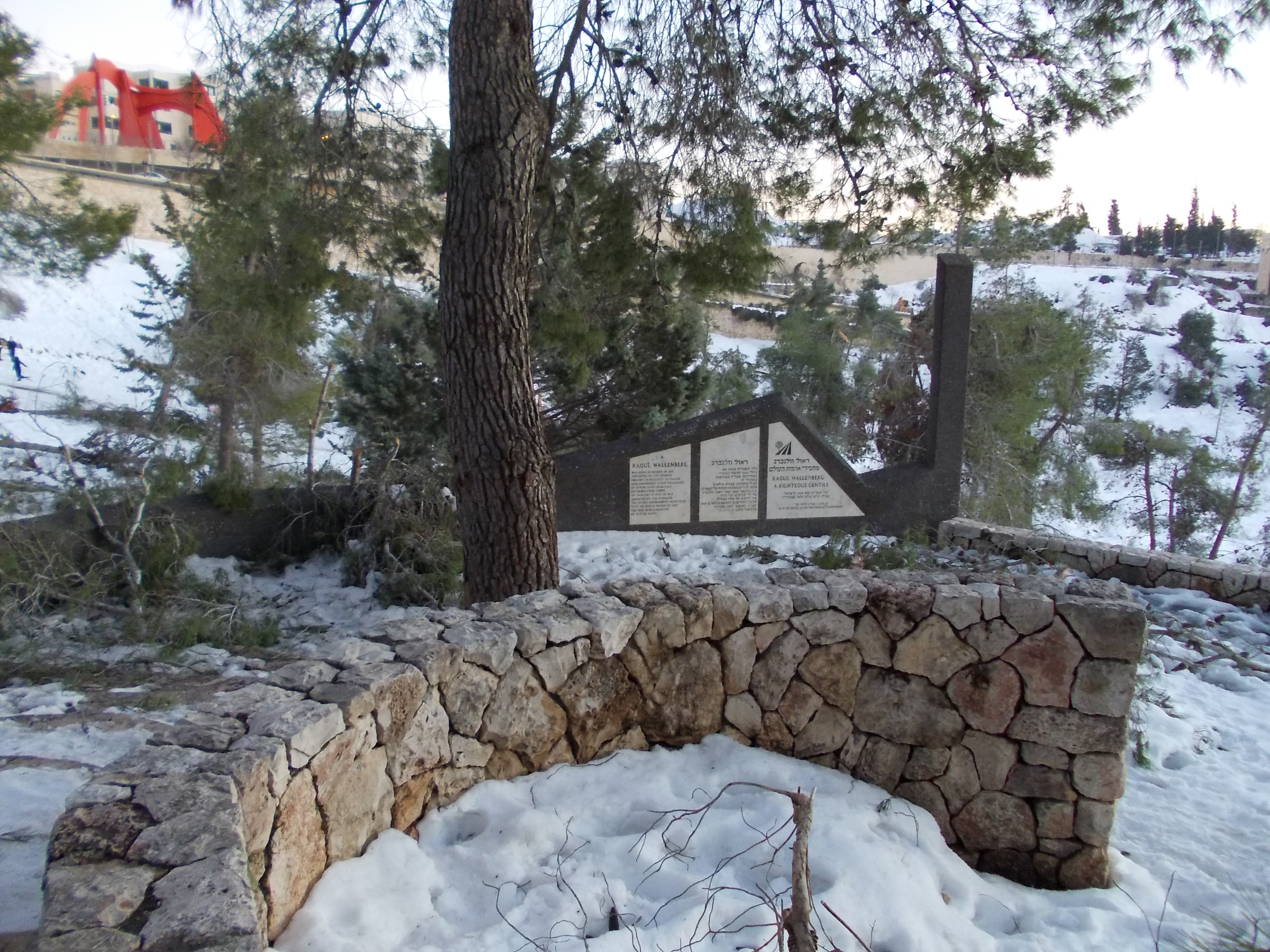
Arborele memorial Raoul Wallenberg pe drumul spre Yad Vashem, Ierusalim.

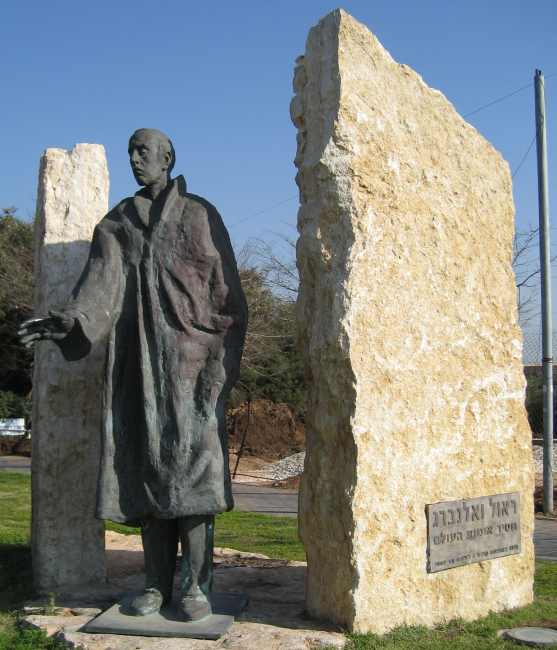
Monumentul Raoul Wallenberg, în str. Wallenberg, Tel-Aviv, Israel

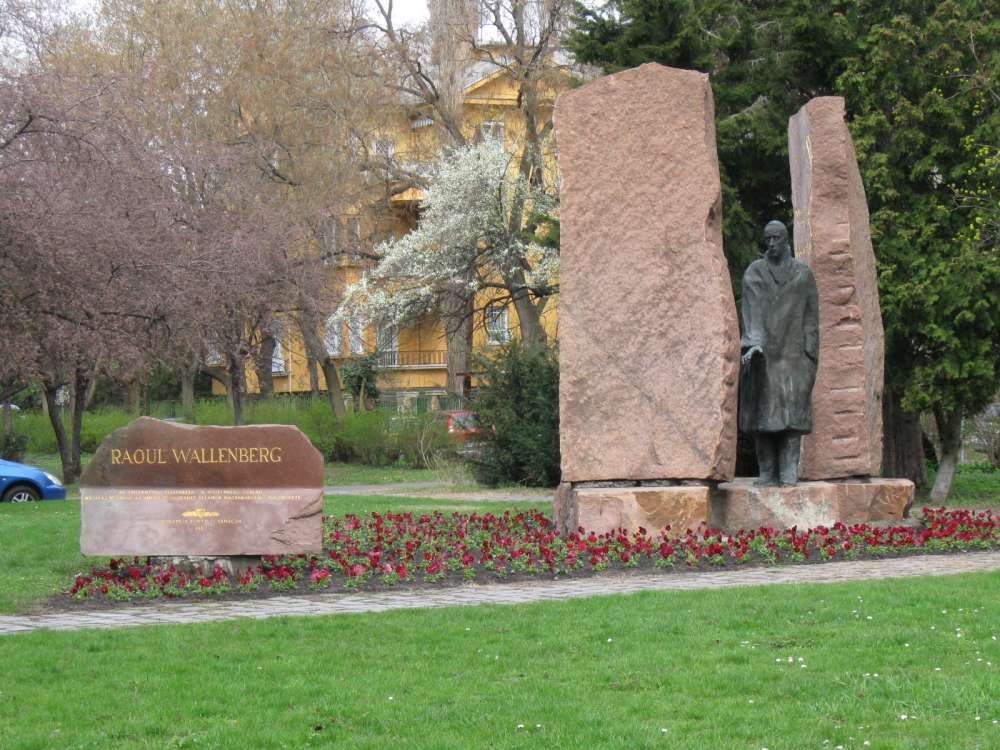
Monumentul Wallenberg, Budapesta

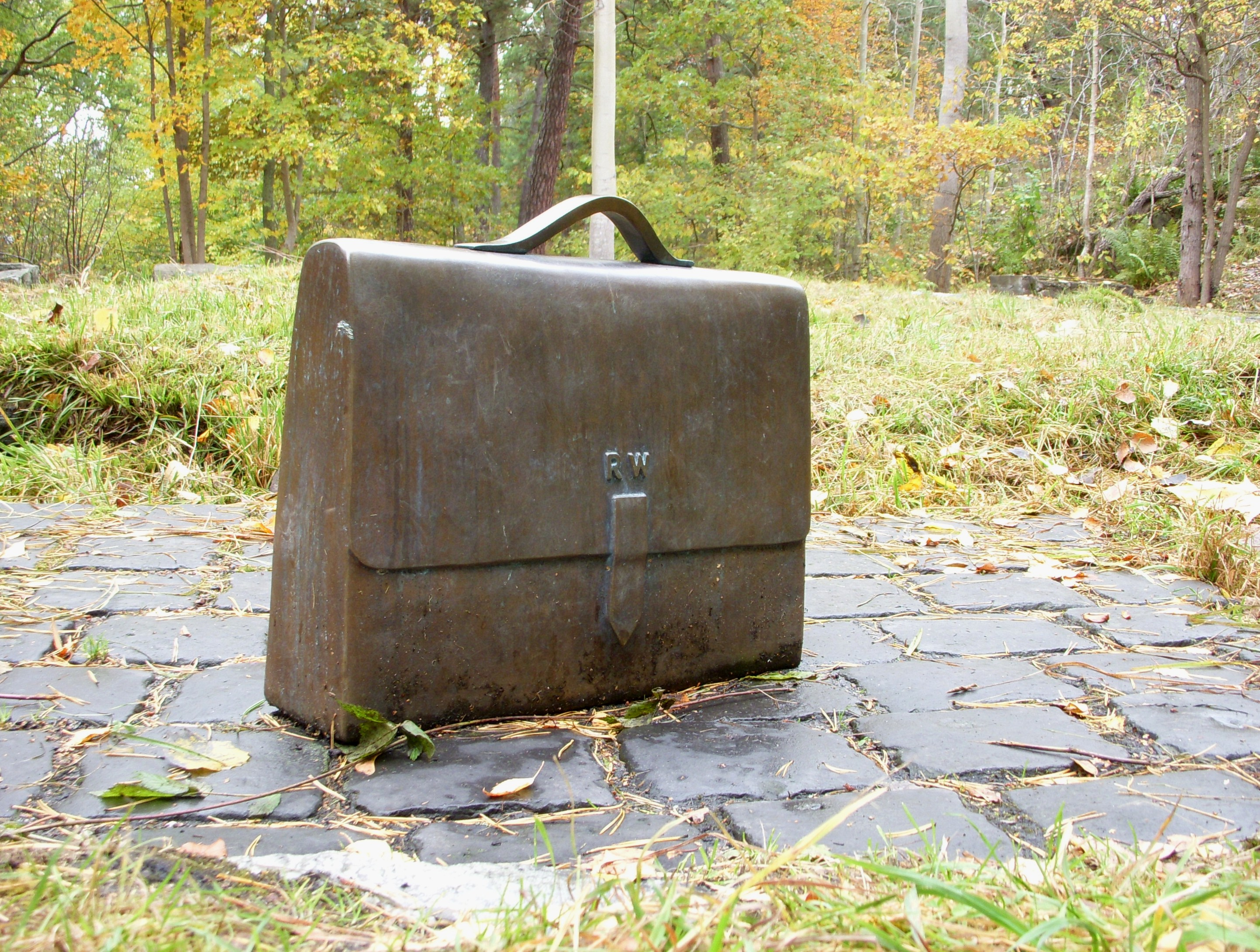
Servieta de bronz, cu inițialele R W, pusă pe pragul ușii casei sale de vară (ale cărei fundații încă există) de la Kappsta, Lidingö, unde s-a născut Wallenberg. Pavelele provin din Budapesta.

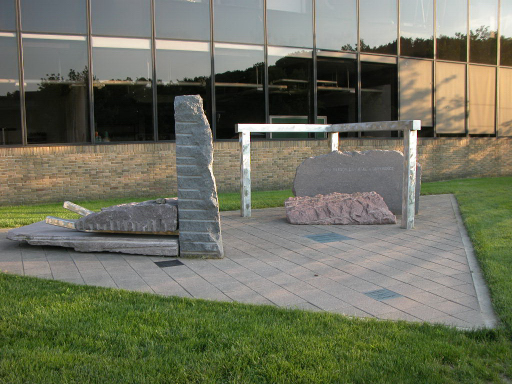
Köszönöm, monument la Universitatea din Michigan

Când Wallenberg a ajuns la legația suedeză din Budapesta în iulie 1944, campania împotriva evreilor maghiari era deja în desfășurare de câteva luni. Între mai și iulie 1944, Eichmann și asociații săi reușiseră să deporteze peste 400.000 de evrei cu trenurile de marfă. Dintre cei deportați, toți, mai puțin 15.000, fuseseră trimiși direct la lagărul de concentrare Auschwitz-Birkenau din sudul Poloniei. La momentul sosirii lui Wallenberg, în Ungaria mai rămăseseră doar 230.000 de evrei. Împreună cu alt diplomat suedez, Per Anger⁠(en)[traduceți], el a emis „pașapoarte protectoare” (în germană Schutz-Pass), care îi identificau pe purtătorii lor ca cetățeni suedezi ce așteptau reptrierea, evitând astfel deportarea lor. Deși nu aveau nicio bază legală reală, aceste documente păreau oficiale și erau în general acceptate de autoritățile germane și maghiare, care adesea trebuia să fie și mituite. Legația suedeză din Budapesta a reușit și să negocieze cu autoritățile germane ca purtătorii acestor pașapoarte protectoare să fie tratați ca cetățeni suedezi și să fie exceptați de la obligativitatea purtării insignei galbene obligatorii pentru evrei.
Valdemar Langlet⁠(en)[traduceți], publicist și esperantist din Budapesta, împreună cu soția sa Nina Borovko-Langlet, a salvat numeroși evrei de la Holocaust, oferindu-le documente suedeze care spuneau că persoanele așteaptă să primească naționalitatea suedeză. Raoul Wallenberg a fost inspirat de Langlet și a recurs la aceeași metodă pentru a-i salva pe evrei. În 1965, Valdemar și Nina Langlet au fost recunoscuți ca drepți între popoare de Yad Vashem.
Cu banii strânși de comitet, Wallenberg a închiriat 32 de clădiri din Budapesta și le-a declarat extrateritoriale, protejate de imunitate diplomatică⁠(en)[traduceți]. El a pus semne ca „Biblioteca Suedeză” și „Institutul Suedez de Cercetări” la ușile lor, și a arborat drapele suedeze uriașe pe fațada acelor clădiri, pentru a promova aparențele. Clădirile au ajuns să găzduiască în cele din urmă aproape 10.000 de oameni.
Sandor Ardai, unul dintre șoferii lui Wallenberg, relata ce a făcut Wallenberg când a interceptat un tren de evrei pregătit să plece spre Auschwitz:
„.. s-a urcat pe acoperișul trenului și a început să înmâneze pașapoarte protectoare prin ușile ce nu erau încă încuiate. A ignorat ordinele germanilor ca el să coboare, apoi cei de la Partidul Crucilor cu Săgeți au început să tragă și să strige la el să plece. I-a ignorat și a continuat cu calm să împartă pașapoarte în mâinile ce se întindeau după ele. Cred că cei de la Crucile cu Săgeți au tras doar la intimidare, peste capul lui, întrucât niciun foc de armă nu l-a atins, ceea ce ar fi fost altfel imposibil. Cred că au făcut așa pentru că erau impresionați de curajul lui. După ce Wallenberg a înmânat toate pașapoartele pe care le avea, a ordonat ca toți cei ce aveau un astfel de pașaport să coboare din tren și să se ducă spre caravana de vehicule parcate alături, toate marcate în culorile Suediei. Nu-mi amintesc exact câți erau, dar a salvat zeci de oameni din acel tren, iar germanii și Crucea cu Săgeți au fost atât de uluiți că l-au lăsat să scape.”
La apogeul programului, peste 350 de oameni au fost implicați în salvarea evreilor. Sora catolică Sára Salkaházi a fost prinsă adăpostind evreice și a fost ucisă de membrii Partidului Crucii cu Săgeți. Diplomatul elvețian Carl Lutz a emis și el pașapoarte protectoare din ambasada suedeză în primăvara lui 1944; și omul de afaceri italian Giorgio Perlasca⁠(en)[traduceți] s-a dat drept diplomat suedez și a emis vize false. Berber Smit (Barbara Hogg), fiica lui Lolle Smit (1892–1961), director al N.V. Philips Budapesta și spion olandez lucrând pentru MI6 britanic, l-a ajutat și ea pe Wallenberg. Conform fiului ei, avea o relație romantică cu acesta. Cealaltă fiică a lui Smit, Reinderdina Petronella (1922–1945), a murit la 18 august 1945 la București.
Wallenberg a început să doarmă în fiecare noapte în altă casă, pentru a se feri de la a fi capturat sau ucis de membrii Partidului Crucii cu Săgeți sau de oamenii lui Adolf Eichmann. Cu două zile înainte ca armata sovietică să ocupe Budapesta, Wallenberg a negociat cu Eichmann și cu general-maiorul Gerhard Schmidthuber⁠(en)[traduceți], comandantul suprem al forțelor germane din Ungaria. Wallenberg l-a mituit pe membrul Partidului Crucii cu Săgeți Pál Szalai⁠(en)[traduceți] să transmită o notă prin care Wallenberg i-a convins pe germani să împiedice un plan fascist de a arunca în aer ghetoul din Budapesta și de a ucide circa 70.000 de evrei, precum și să anuleze un ultim efort de a organiza un marș al morții⁠(en)[traduceți] cu evreii rămași în Budapesta, amenințând că îi va trimite în judecată pentru crime de război după terminarea conflictului.
Între cei salvați de Wallenberg se numără biochimistul Lars Ernster⁠(en)[traduceți], care a fost găzduit în ambasada Suediei, și Tom Lantos⁠(en)[traduceți], care avea să devină membru al Camerei americane a Reprezentanților și care a trăit într-una din casele proectoare suedeze.

## Dispariția
La 29 octombrie 1944, elemente din Frontul al II-lea Ucrainean condus de mareșalul Rodion Malinovski au lansat o ofensivă împotriva Budapestei⁠(en)[traduceți] și până la sfârșitul lui decembrie, orașului fusese înconjurat de forțe sovietice. În ciuda acestui fapt, comandantul german al Budapestei, SS-Obergruppenfuhrer⁠(en)[traduceți] Karl Pfeffer-Wildenbruch⁠(en)[traduceți], a refuzat toate ofertele de capitulare, declanșând un prelungit și sângeros asediu al Budapestei. La apogeul luptelor, la 17 ianuarie 1945, Wallenberg a fost chemat la cartierul general al generalului Malinovski din Debrețin pentru a răspunde la acuzații de spionaj. Ultimele cuvinte scrise de Wallenberg au fost: „mă duc la Malinovski ... dacă în calitate de oaspete sau de prizonier, încă nu știu.” Documentele recuperate în 1993 din fostele arhive sovietice secrete și publicate în ziarul suedez Svenska Dagbladet⁠(en)[traduceți] arată că un ordin de arestare a lui Wallenberg a fost emis de vicecomisarul pentru apărare (și viitorul Premier al Uniunii Sovietice) Nikolai Bulganin și transmis la cartierul general al lui Malinovski în ziua dispariției lui Wallenberg. În 2003, după o analiză a corespondenței sovietice din timpul războiului, s-a aflat că Vilmos Böhm⁠(en)[traduceți], un politician maghiar care era și spion sovietic, ar fi dat numele lui Wallenberg la NKVD ca persoană de reținut pentru o posibilă implicare în activități de spionaj.
Informațiile despre Wallenberg după reținerea lui de către sovietici sunt doar speculative; există numeroși martori care susțin că l-ar fi întâlnit în timpul încarcerării. Wallenberg a fost transportat cu trenul de la Debrețin, prin România, la Moscova. Autoritățile sovietice l-ar fi mutat la Moscova în speranța de a-l schimba cu unii dezertori din Suedia. Vladimir Dekanozov a anunțat guvernul suedez la 16 ianuarie 1945 că Wallenberg se află sub protecția autorităților sovietice. La 21 ianuarie 1945, Wallenberg a fost transferat la închisoarea Lubeanka și a fost ținut în celula 123 împreună cu Gustav Richter, fost atașat al poliției la ambasada germană din România. Richter a depus mărturie în Suedia în 1955 că Wallenberg fusese interogat o dată timp de o oră și jumătate, la începutul lui februarie 1945. La 1 martie 1945, Richter a fost mutat din celulă și nu l-a mai văzut pe Wallenberg.
La 8 martie 1945, postul de radio maghiar, aflat sub control sovietic, a anunțat că Wallenberg și șoferul său fuseseră uciși în drum spre Debrețin, sugerând că ei fuseseră uciși de Partidul Crucii cu Săgeți sau de Gestapo. Ministrul de externe al Suediei, Östen Undén⁠(en)[traduceți], și ambasadorul acestei țări în Uniunea Sovietică, Staffan Söderblom, au presupus în mod greșit că aceștia sunt morți. În aprilie 1945, William Averell Harriman de la Departamentul de Stat al SUA au oferit guvernului suedez asistență în cercetarea soartei lui Wallenberg, dar oferta a fost refuzată. Söderblom s-a întâlnit cu Viaceslav Molotov și cu Stalin la Moscova la 15 iunie 1946. Söderblom, care încă îl credea pe Wallenberg mort, a ignorat discuțiile despre un schimb cu dezertori suedezi din Suedia.

### Moartea
La 6 februarie 1957, guvernul suedez a publicat un document datat 17 iulie 1947, care afirma „raportez că prizonierul Wallenberg pe care îl cunoașteți bine, a murit subit în celula sa azi-noapte, probabil ca urmare a unui infarct sau insuficiențe cardiace. În urma instrucțiunilor date de dv. ca eu să-l am pe Wallenberg în grijă, vă cer aprobarea pentru o autopsie în vederea stabilirii cauzei decesului... L-am anunțat personal pe ministru și s-a ordonat incinerarea cadavrului fără autopsie.” Documentul a fost semnat de Smolțov, pe atunci șef al infirmeriei de la Lubeanka, și adresat lui Viktor Semionovici Abakumov, ministrul sovietic al securității statului. În 1989, obiectele personale ale lui Wallenberg au fost returnate familiei lui, inclusiv pașaportul și portțigaretul. Oficialii sovietici au spus că au găsit materialele atunci când înlocuiau rafturile unui depozit.
În 1991, Veaceslav Nikonov a fost însărcinat de guvernul rus să ancheteze soarta lui Wallenberg. El a concluzionat că Wallenberg murise în 1947, executat în timp ce era deținut la Lubeanka. El ar fi fost o victimă a otrăvii C-2 testată în laboratoarele de otrăvuri ale KGB⁠(en)[traduceți].
În 2000, la Moscova, Alexandr Nikolaevici Iakovlev⁠(en)[traduceți] a anunțat că Wallenberg fusese executat în 1947 la Lubeanka, susținând că Vladimir Kriucikov⁠(en)[traduceți], fostul șef al poliției secrete sovietice, i-ar fi spus într-o conversație privată că ar fi fost împușcat. Afirmația nu explică de ce a fost ucis și de ce guvernul ar fi mințit. Generalul Pavel Sudoplatov a susținut că Raoul Wallenberg a murit după ce a fost otrăvit de Grigori Mairanovski⁠(en)[traduceți], un notoriu asasin NKVD. În 2000, procurorul rus Vladimir Ustinov⁠(en)[traduceți] a semnat un verdict prin care îi reabilita postum pe Wallenberg și pe șoferul lui, Langfelder, ca „victime ale represiunii politice”. Mai multe dosare legate de Wallenberg au fost predate șef-rabinului Rusiei de către guvern în septembrie 2007. Acestea urmau să fie trecute în patrimoniul Muzeului și Centrului Evreiesc pentru Toleranță⁠(en)[traduceți] din Moscova, deschis în 2012.

### Dispute pe marginea morții lui
Despre soarta lui Wallenberg există însă multe speculații și ipoteze neverificate. Câțiva foști deținuți au susținut că l-ar fi văzut pe Wallenberg după moartea sa în 1947. În februarie 1949, fostul colonel german Theodor von Dufving⁠(en)[traduceți], prizonier de război, a declarat că, în timp ce era în lagărul de tranzit de la Kirov, în drum spre Vorkuta, ar fi întâlnit un prizonier care avea propriul său gardian și era îmbrăcat în haine civile, și care afirma că este diplomat suedez și că se află acolo „printr-o mare greșeală”.
Vânătorul de naziști⁠(en)[traduceți] Simon Wiesenthal l-a căutat pe Wallenberg și a strâns mai multe mărturii. De exemplu, omul de afaceri britanic Greville Wynne⁠(en)[traduceți], închis la Lubeanka în 1962 pentru legătura cu dezertorul KGB Oleg Penkovski⁠(en)[traduceți], a afirmat că ar fi discutat, fără a-i vedea chipul, cu o persoană ce susținea că este diplomat suedez. Efim Moșinski afirmă și el că l-ar fi văzut pe Wallenberg pe Insula Vranghel în 1962. O martoră oculară a susținut și că l-ar fi văzut pe Wallenberg în anii 1960 într-o închisoare sovietică.
Într-o conversație particulară despre condițiile de detenție în închisorile sovietice, purtată la o recepție a partidului pe la jumătatea anilor 1970, un general KGB ar fi afirmat că „nu se poate să fie atât de grele condițiile, dat fiind că la Lubeanka există un prizonier străin care stă acolo de aproape trei decenii”.
Cele mai recente presupuse apariții ale lui Wallenberg sunt date de doi martori independenți care afirmau că au dovezi că era în închisoare în noiembrie 1987.  John Farkas era luptător de rezistență în al Doilea Război Mondial și ultimul care afirmă că l-ar fi văzut pe Wallenberg în viață. Fiul lui Farkas a declarat că există declarații care îl plasează pe Wallenberg „până în anii 1980 în diverse închisori și spitale psihiatrice rusești.”
Fratele pe jumătate al lui Raoul Wallenberg, profesorul Guy von Dardel, un cunoscut fizician, fost la CERN și pensionat, s-a dedicat aflării sorții fratelui său. El a mers în Uniunea Sovietică de circa cincizeci de ori pentru discuții și cercetări, inclusiv pentru o examinare a arhivei închisorii din Vladimir. De-a lungul anilor, profesorul von Dardel adunase o arhivă de 50.000 de pagini de interviuri, articole din diverse publicații, scrisori și alte documente legate de încercarea lui. În 1991, a inițiat un grup de lucru ruso-suedez pentru a cerceta unsprezece arhive militare și guvernamentale diferite din fosta Uniune Sovietică, după informații despre soarta lui Wallenberg, dar nu au reușit să găsească informații concludente cum că ar fi trăit mai târziu de 1947.
În 2012, general-locotenentul rus Vasili Hristoforov, șeful Serviciului Federal Rus de Securitate a spus că cazul Wallenberg este încă deschis și a negat acuzațiile de mușamalizare; referitor la fosta agenție sovietică din care a emanat departamentul în care lucrează el, Hristoforov a afirmat: „acesta este un alt stat și un cu totul alt serviciu special”.

## Procesul-spectacol din 1953
În aprilie 1952, Autoritatea pentru Protecția Statului din Ungaria (în maghiară Államvédelmi Hatóság, ÁVH) i-a răpit pe Miksa Domonkos, László Benedek și Lajos Stöckler, trei lideri ai comunității evreiești din Budapesta, pentru a extrage sub tortură mărturisiri scrise. Doi presupuși martori oculari – Pál Szalai⁠(en)[traduceți] și Károly Szabó⁠(en)[traduceți] – au fost și ei arestați și interogați folosind tortura. ÁVH pregătea un proces-spectacol pentru 1953, cu scopul de a demonstra că Wallenberg nu fusese mutat în Uniunea Sovietică în 1945, ci fusese victima unor sioniști cosmopoliți.
Aceasta se întâmpla după epurarea de la Praga⁠(en)[traduceți], când un grup de lideri comuniști predominant evrei au fost executați în 1952 într-un moment când sovieticii puneau la cale un mare proces-spectacol antisemit la Moscova, „Complotul Doctorilor”. Ei au acuzat medici evrei de un complot de a ucide lideri sovietici. Numeroși evrei sovietici se temeau, aflând că planul sovieticilor era de a deporta un număr mare de evrei în Siberia după posibila execuție a doctorilor.
Ideea că „criminalii lui Wallenberg” ar fi fost sioniști din Budapesta a fost susținută în principal de liderul comunist maghiar Ernő Gerő, așa cum demonstrează o notă transmisă de el primului secretar Mátyás Rákosi. Procesul-spectacol urma să fie ținut la Moscova. După moartea lui Stalin la 5 martie 1953 și după execuția lui Lavrenti Beria, însă, ÁVH a oprit pregătirile de proces și i-a eliberat pe cei arestați. Domonkos a stat o săptămână în spital și a murit acasă la scurt timp, în special din cauza torturilor suferite. Medicii sovietici au fost și ei eliberați după moartea lui Stalin.

## Posibile legături cu serviciile americane de informații
În mai 1996, Central Intelligence Agency (CIA) a publicat mii de documente anterior clasificate legate de Raoul Wallenberg, ca răspuns la cererile depuse conform Freedom of Information Act⁠(en)[traduceți]. Documentele, împreună cu o anchetă efectuată de publicația de știri US News and World Report,par să confirme bănuiala că Wallenberg era persoană de interes pentru serviciile de informații americane în perioada petrecută în Ungaria. Pe lângă faptul că numele lui Wallenberg apare pe o listă găsită la Arhivele Naționale unde sunt listați agenții operativi asociați cu predecesoarea CIA din timpul războiului, Office of Strategic Services⁠(en)[traduceți] (OSS), între documente se găsește și o notă din 1954 de la o sursă anonimă a CIA care a identificat un exilat maghiar ce trăia în Stockholm și care, conform autorului: „a asistat…la plasarea lui Roul  Wallenberg în Ungaria în timpul celui de al Doilea Război Mondial ca agent al OSS”. Un alt memorandum declasificat scris în 1990 de custodele Colecției de Informații Istorice⁠(en)[traduceți] William Henhoeffer, a caracterizat concluzia cum că Wallenberg lucra pentru OSS la Budapesta ca fiind „în esență corectă”.
Mai grăitor este un comunicat trimis la 7 noiembrie 1944 de către Ramura de Informații Secrete a OSS de la Bari care se pare că a recunoscut că Wallenberg acționează ca agent neoficial de legătură între OSS și Mișcarea pentru Independența Ungariei (MFM), o mișcare de rezistență antinazistă. Mesajul OSS notează contactele lui Wallenberg cu Geza Soos, un lider de rang înalt al MFM și explică mai departe că Soos „poate fi contactat doar” prin intermediul legației suedeze la Budapesta, unde lucra Wallenberg și care servise și drept centru operațional pentru încercările lui de a-i ajuta pe evreii din Ungaria⁠(en)[traduceți]. Aserțiunea aceluiași mesaj că Wallenberg „va ști dacă el (Soos) nu este în Budapesta” este curioasă, mai ales că în noiembrie 1944 Soos se ascundea și informații privind localizarea sa ar fi disponibile doar unor persoane ce lucrau îndeaproape cu MFM. Această concluzie primește și mai multă greutate de la alte dovezi ce sugerează că comunicațiile de la MFM la serviciile americane de informații erau transmise mai întâi la Stockholm și de acolo la Washington prin Iver C. Olsen⁠(en)[traduceți], agentul OSS care l-a recrutat inițial pe Wallenberg pentru a merge la Budapesta în iunie 1944.
Această anume informație a dat naștere la speculații cum că, pe lângă eforturile de a-i salva pe evreii din Ungaria, Wallenberg ar fi urmărit și o misiune paralelă clandestină cu scopul de a destabiliza politic guvernul pronazist maghiar în beneficiul OSS și al Aliaților. Aceasta pare să adauge credibilitate și potențialei explicații că asocierea sa cu serviciile americane de informații au dus la urmărirea sa de către autoritățile sovietice în ianuarie 1945 (deși la acea vreme URSS și SUA erau aliați). Alți câțiva umanitariști care ajutaseră refugiații în al Doilea Război Mondial au dispărut în spatele Cortinei de Fier în perioada 1949–1950, câțiva ani după dispariția lui Wallenberg. Legăturile cu OSS ar putea să fi fost de interes pentru sovietici, dar nu constituie o explicație deplină, deoarece unii dintre cei reținuți, cum ar fi Hermann Field și Herta Field, nu lucraseră pentru OSS. Toți acești umanitariști, ca și Wallenberg, interacționaseră însă cu un număr mare de refugiați socialiști și antifasciști în timpul războiului, iar această experiență a fost utilizată în politica facționalistă și în procesele politice ale regimului Stalin.

## Familia
În 2009, reporterul Joshua Prager⁠(en)[traduceți] a scris un articol în Wall Street Journal în care a realizat profilul efectelor pe termen lung ale dispariției lui Raoul Wallenberg asupra familiei sale. Mama lui, Maj, și tatăl vitreg Fredrik von Dardel și-au petrecut restul vieții căutându-și fiul. Ambii s-au sinucis prin supradoză de medicamente la două zile distanță unul de altul în 1979. Fiica lor Nina Lagergren, sora pe jumătate a lui Raoul, a pus sinuciderea lor pe seama disperării cauzate de neregăsirea fiului lor. Atât Nina cât și fratele ei Guy von Dardel au înființat organizații și au depus eforturi pentru a-și găsi fratele sau măcar o confirmare clară a morții lui. La cererea părinților, ei erau obligați să presupună că este în viață până în anul 2000.
Fiica Ninei, Nane Maria Lagergren, s-a căsătorit cu Kofi Annan, fost secretar general al ONU, și activează în multe organizații umanitare. O altă nepoată a lui Wallenberg, Louise von Dardel, este principala activistă din familie și își dedică mare parte din timp discursurilor despre Wallenberg și lobby-ului pe lângă guvernele mai multor țări cu scopul de a descoperi informații despre unchiul ei. Familia extinsă Wallenberg⁠(en)[traduceți] rămâne o parte influentă a societății suedeze ca acționari importanți la bănci și corporații, între care Saab și Scandinavian Airlines.

## Onoruri
Wallenberg a fost nominalizat de două ori pentru Premiul Nobel pentru Pace, în 1948 de peste 50 de nominalizatori calificați și în 1949 de către un singur nominalizator. La acea vreme, premiul putea fi acordat postum, dar conceptul acestui gen de premii era controversat.
Pentru acțiunile sale omenoase, curajoase în salvarea evreilor maghiari, Raoul Wallenberg este subiect al numeroaselor eforturi umanitare în deceniile de după presupusa sa moarte. În 1981, congressmanul american Tom Lantos, el însuși unul dintre evreii salvați de Wallenberg, a promulgat o lege prin care Wallenberg a devenit cetățean de onoare al Statelor Unite. Lui Wallenberg i s-a acordat la 26 iulie 2012, Medalia de Aur a Congresului⁠(en)[traduceți] american „ca recunoaștere a realizărilor și acțiunilor sale eroice din timpul Holocaustului.”El este și cetățean de onoare al Canadei, Ungariei, Australiei și Israelului. Israelul i-a acordat lui Wallenberg și titlul de „Drept între popoare”. În întreaga lume i s-au dedicat monumente și străzi au primit numele lui. Există un Comitet Raoul Wallenberg în Statele Unite⁠(en)[traduceți] înființat în 1981 pentru a „perpetua idealurile umanitare și curajul non-violent al lui Raoul Wallenberg”. El decernează anual Premiul Raoul Wallenberg, acordat persoanelor cu merite deosebite în slujba umanității.
Pentru acțiunile sale omenoase, curajoase în salvarea evreilor maghiari, Raoul Wallenberg este subiect al numeroaselor eforturi umanitare în deceniile de după presupusa sa moarte. În 1981, congressmanul american Tom Lantos, el însuși unul dintre evreii salvați de Wallenberg, a promulgat o lege prin care Wallenberg a devenit cetățean de onoare al Statelor Unite. Lui Wallenberg i s-a acordat la 26 iulie 2012, Medalia de Aur a Congresului⁠(en)[traduceți] american „ca recunoaștere a realizărilor și acțiunilor sale eroice din timpul Holocaustului.”El este și cetățean de onoare al Canadei, Ungariei, Australiei și Israelului. Israelul i-a acordat lui Wallenberg și titlul de „Drept între popoare”. În întreaga lume i s-au dedicat monumente și străzi au primit numele lui. Există un Comitet Raoul Wallenberg în Statele Unite⁠(en)[traduceți] înființat în 1981 pentru a „perpetua idealurile umanitare și curajul non-violent al lui Raoul Wallenberg”. El decernează anual Premiul Raoul Wallenberg, acordat persoanelor cu merite deosebite în slujba umanității.

### Australia
La Melbourne, există un mic monument în memoria lui Wallenberg la Muzeul Evreiesc și Centrul de Cercetare a Holocaustului; un alt monument dedicat lui se află la colțul străzilor Princess Street și High Street din Kew; și la primăria din St Kilda se află un arbore și o bancă memorială. Centrul Australian pentru Neurofarmacologie Clinică din Melbourne a adoptat numele de „The Raoul Wallenberg Centre” la aniversara a 89 de ani de la nașterea sa. În Sydney există o grădină Raoul Wallenberg și o sculptură în Woollahra, precum și o statuie în Muzeul Evreiesc al Australiei. Arbori comemorativi au fost plantați în față Parlamentului federal⁠(en)[traduceți] și în multe alte locuri.
Wallenberg a devenit primul cetățean de onoare al Australiei în aprilie 2013, la împlinirea a 100 de ani de la nașterea sa. Frank Vajda⁠(en)[traduceți] AM⁠(en)[traduceți] a fost salvat de Wallenberg în 1944 din Ungaria Crucii cu Săgeți și a dus ani de campanie pentru recunoașterea sa pentru acest premiu.

### Canada
Wallenberg este primul cetățean de onoare al Canadei din 1985; iar guvernul a declarat ziua de 17 ianuarie, ziua dispariției sale, „Ziua Raoul Wallenberg” în Canada.
În toată țara există numeroase monumente și parcuri, între care Memorialul Raoul Wallenberg din Queen Elizabeth Park din Vancouver, Colțul Raoul Wallenberg din Calgary, Parcul Raoul Wallenberg din Saskatoon, Parcul Raoul Wallenberg din Ottawa, Ontario, și un memorial în spatele Christ Church Cathedral⁠(en)[traduceți] din centrul Montrealului, unde sunt puse una lângă alta un bust al lui Wallenberg și o cutie de metal în formă de poartă din sârmă ghimpată.
La 17 ianuarie 2013, comemorarea a 68 de ani de la arestarea lui Wallenberg de armata sovietică, Canada a emis un timbru poștal în onoarea lui Wallenberg.

### Ungaria
Budapesta l-a numit pe Wallenberg cetățean de onoare în 2003. El este comemorat în mai multe locuri, Parcul Memorial Raoul Wallenberg, în amintirea celor care au salvat evreii din oraș de deportarea în lagărele de exterminare, și clădirea unde a avut sediul ambasada Suediei în 1945.

### Israel
Israelul i-a acordat lui Wallenberg cetățenia de onoare în 1986 și l-a cinstit la memorialul Yad Vashem ca unul dintre cei drepți între popoare. Pe strada Raoul Wallenberg din Tel Aviv, în 2002 a fost instalată o replică a statuii din Budapesta 2002, realizată desculptorul Imre Varga.

### Suedia
În 2001, la Stockholm, în Nybroplan, în apropiere de Kungstradgarden, a fost amenajat un monument în memoria lui Wallenberg. El a fost dezvelit de regele Carol al XVI-lea Gustaf, în prezența secretarului general al ONU Kofi Annan și a soției sale Nane Maria Annan nepoata lui Wallenberg. Sculptura abstractă ilustrează oameni ieșind din betonul trotuarului, împreună cu o replică a semnăturii lui Wallenberg. Alături, se află o sferă pe care sunt gravate, în mai multe limbi, cuvintele „Drumul era drept când evreii au fost trimiși la moarte. Drumul era întortocheat, periculos și plin de piedici când evreii au încercat să scape de călăii lor.”

### Statele Unite
Congresul SUA l-a făcut pe Wallenberg cetățean de onoare al Statelor Unite ale Americii în 1981, fiind al doilea după Winston Churchill care primea această onoare. În 1985, o porțiune din 15th Street, SW din Washington, D.C., pe care se află Muzeul Memorial al Holocaustului din Statele Unite, a fost denumită Raoul Wallenberg Place prin lege adoptată de Congres.
În Manhattan, a fost amenajat un monument în Raoul Wallenberg Walk, vis-a-vis de sediul ONU. Consulatul suedez a finanțat piesa, creată de sculptorul suedez Gustav Kraitz. Initulată Speranță, ea este compusă dintr-o replică a servietei lui Wallenberg, o sferă, cinci stâlpi de granit negru și pavele utilizate în trecut pe străzile Ghetoul din Budapesta⁠(en)[traduceți]. Un alt monument stă în fața clădirii Facultății de Artă și Arhitectură de la Universitatea din Michigan, absolvită de Wallenberg în 1935.
Din 2005, Fundația Internațională Raoul Wallenberg⁠(en)[traduceți] a lansat o campanie pentru a declara ziua de 5 octombrie Ziua Raoul Wallenberg în Statele Unite, ca zi în care Wallenberg a primit cetățenia onorifică americană. Până în 2010, Ziua Raoul Wallenberg era comemorată în statele Colorado, Connecticut, Illinois, Iowa, Maine, Maryland, Michigan, Nebraska, Nevada, New Jersey, New Mexico, Virginia de Vest și Wyoming.
La 26 iulie 2012, Wallenberg a primit post-mortem Medalia de Aur a Congresului⁠(en)[traduceți] „ca recunoaștere a realizărilor și acțiunilor sale eroice în timpul Holocaustului”.

## Premii în numele său
Comitetul Raoul Wallenberg din Statele Unite⁠(en)[traduceți] decernează Premiul Raoul Wallenberg „persoanelor, organizațiilor și comunităților ce reflectă spiritul umanitar și curajul personal al lui Raoul Wallenberg, precum și acțiunea nonviolentă în fața unor situații covârșitoare.”
Universitatea din Michigan acordă anual Medalia Wallenberg⁠(en)[traduceți] umanitariștilor remarcabili care întrupează angajament și valori umanitare. Prima medalie a fost acordată în 1990 lui Elie Wiesel.